# Imanol Harinordoquy
Imanol Harinordoquy (ur. 20 lutego 1980 w Bajonnie) – francuski rugbysta pochodzenia baskijskiego, występujący na pozycji wiązacza młyna w zespole Biarritz oraz we francuskiej drużynie narodowej.
Urodził się w Bayonne, a dorastał w Saint-Jean-Pied-de-Port. Od najmłodszych lat uprawiał różne sporty, w tym pelotę, pływanie, piłkę nożną oraz judo. Na rugby skoncentrował się w wieku czternastu lat, po kontuzji kolana, która uniemożliwiła mu dalszą karierę futbolową. W rugby bardzo szybko zaczął odnosić sukcesy, reprezentował Francję w kategoriach U-19 i U-21. W międzyczasie zajmował się również rodzinnym biznesem – sprzedażą bydła.
W zespole narodowym debiutował 16 lutego 2002 w meczu z Walią na Millennium Stadium podczas Pucharu Sześciu Narodów. Z Francją wygrywał w tych rozgrywkach w latach: 2002, 2004, 2006, 2007 i 2010. W Pucharze Świata w latach 2003 i 2007 zajmował czwarte miejsce, natomiast w 2011 zdobył srebrny medal.
Z Biarritz w latach 2005 i 2006 zdobywał mistrzostwo Francji.
W 2003 i 2010 był nominowany przez IRB do nagrody Zawodnika Roku (IRB International Player of the Year). Ostatecznie nagrody otrzymali odpowiednio Jonny Wilkinson i Richie McCaw.
Jest synem Luciena i Maritxu Harinordoquy. Żonaty z Bettiną, mają syna Juana. Ma także dwie siostry: Argitzu and Amaia'ę. Wszyscy mówią po baskijsku.